# Eretmocerus orientalis
Eretmocerus orientalis är en stekelart som beskrevs av Gerling 1969. Eretmocerus orientalis ingår i släktet Eretmocerus och familjen växtlussteklar. Inga underarter finns listade i Catalogue of Life.